# Новоповалиха
Новоповали́ха — село в Первомайском районе Алтайского края России. Входит в состав Первомайского сельсовета.

## История
Старое название деревни — Кунгурова. По данным краеведа, специалиста по заселению Верхнего Приобья Ю. С. Булыгина, первое упоминание о деревне Новоповалиха встречается в 1782 году, в других источниках о поселении упоминается в 1757 году, косвенное упоминание относится к 1755 году.
В Списке населенных мест Томской губернии 1893 года деревня Новоповалиха («Кунргурова тож») относится к Белоярской волости. Находится на левом берегу реки Повалиха. В деревне имеется питейное заведение. Жителей — 708 человек обоих полов.
В 1928 году количество населения в Новоповалихе выросло до 2510 человек.
В советское время Новоповалиха пережила несколько изменений в области административной принадлежности: Новоповалихинский сельский совет, село Новоповалиха в Тальменском районе, Западно-Сибирского края. В 1932 году село передано в Белоярский район (Пост. ВЦИК от 02.03.32). Затем, несколько раз сменив административную принадлежность, село вошло в состав Первомайского района (Решение АКИК № 1 от 11.01.65).

## География
Село находится на реке Повалиха, в 3 км от села Первомайское.
Климат
Климат континентальный. Продолжительность периода с устойчивым снежным покровом составляет 160—170 дней, абсолютный минимум температуры воздуха достигает −50 °C. Средняя температура января −19,9 °C, июля — +19 °C. Безморозный период длится 110—115 дней, абсолютный максимум температуры воздуха достигает +33-35 °C. Годовое количество атмосферных осадков 360 мм.
Уличная сеть
В селе 6 улиц: Котовского, Майская, Мира, Пеньковская, Центральная и Школьная.
Расстояние до:
- районного центра Новоалтайск: 38 км.
- краевого центра Барнаул: 47 км.

Ближайшие населенные пункты
Таловка 4 км, Первомайское 4 км, Степной 10 км, Журавлиха 10 км, Новокраюшкино 11 км, Лебяжье 12 км, Голышево 12 км, Северный 12 км, Волга 12 км, Новоберёзовка 13 км, Сорочий Лог 17 км, Старокрайчиково 22 км.

## Население
| 1997 | 1998 | 1999 | 2000 | 2001 | 2002 | 2003 |
| ---- | ---- | ---- | ---- | ---- | ---- | ---- |
| 418  | ↘401 | ↘395 | ↘394 | ↗408 | ↘365 | ↘349 |
| 2004 | 2005 | 2006 | 2007 | 2008 | 2009 | 2010 |
| →349 | ↘347 | ↘322 | ↘304 | ↗324 | ↗327 | ↗332 |
| 2011 | 2012 | 2013 |      |      |      |      |
| →332 | ↗341 | ↗342 |      |      |      |      |

## Инфраструктура
В селе работает филиал МБОУ «Первомайская ООШ», ФАП (филиал КГБУЗ «Первомайская ЦРБ им. А. Ф. Воробьёва»), есть индивидуальные предприниматели, отделение почты и магазины, Новоповалиха входит в перечень труднодоступных мест Алтайского края, так как автомобильные дороги имеют труднопроходимые участки по маршруту следования от населенного пункта до районного центра, что связано с качеством дорожного покрытия и природно-климатическими условиями. В селе есть возможность доступа к Интернету.
Транспорт
Село соединяет с районным и областным центром федеральная автомагистраль Р-256 Чуйский тракт (Новосибирск—Бийск—Монголия), автодорога Р374 «Белоярск — Заринск» и сеть региональных автодорог, в селе находится остановочный пункт пригородного сообщения.
Ближайшая крупная железнодорожная станция Алтайская находится в городе Новоалтайск.